# Adolf Brütt

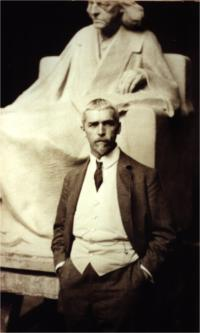
Adolf Brütt en Weimar, con la estatua de Theodor Mommsen (1909).

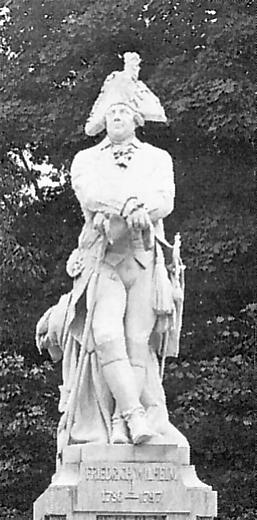
Estatua de Friedrich Wilhelm II en la Siegesallee (c. 1901). Fue gravemente dañada en la II Guerra Mundial.

Adolf Brütt (10 de mayo de 1855, Husum - 6 de noviembre de 1939, Bad Berka) fue un escultor alemán. Fue el fundador de la Escuela de Escultura de Weimar (Weimarer Bildhauerschule) y su fundición de bronce que le acompaña.

## Biografía
Brütt fue formado originalmente en Kiel como cantero y trabajó en varios proyectos, incluyendo el Palacio Linderhof. Un estipendio de la Sparkasse Kiel (una institución de ahorro y crédito local) le permitió estudiar en la Academia de Artes Prusiana, donde se graduó en 1878. Se convirtió en estudiante maestro del escultor Leopold Rau (1847-1880) y trabajó en los estudios en Múnich de Karl Begas, hermano del escultor neobarroco Reinhold Begas.
En 1883 contrajo matrimonio y abrió su propio estudio. Se convirtió en miembro de la Secesión de Múnich en 1893. Su escultura Danzante con Espada ganó la medalla de oro de la Exposición Universal (1900) y le aseguró su reputación internacional. Más tarde se hizo profesor de la Academia Prusiana y fundó la Academia Fehr, una organización devota de los ideales de la Secesión. Junto con su amigo, el banquero Felix Koenigs (1846-1900), ayudó a promover la Secesión a través de exhibiciones en la Galería Nacional, que incluyeron obras de Auguste Rodin y los impresionistas franceses.
En 1905, fue elegido profesor de la Escuela de Arte Gran Ducal de Sajonia Weimar, donde creó la escuela de escultura y la fundición de bronce. Conjuntamente con sus estudiantes, creó los relieves de mármol del vestíbulo del Teatro de la Corte en Weimar.
En 1910, retornó a Berlín y fue sucedido en Weimar por Gottlieb Elster. Su estatua de "Danzante con Espada" fue trasladada de Kiel a Berlín por los Juegos Olímpicos de 1916. En 1928, fue reconocido como Ciudadano Honorario de Bad Berka. En 1996, su escuela de escultura pasó a formar parte del Patrimonio Mundial de la  UNESCO.

## Obras destacadas
- 1887: Der Fischer (El pescador), bronce, 176 cm, Berlín-Mitte, en frente de la Alte Nationalgalerie. Estuvo en exhibición en dos ferias mundiales: Chicago (1893) y San Luis (1904).
- 1896: Schwerttänzerin (Danzante con espada), bronce, 206 cm, Kiel, Rathausrotunde.
- 1896: Reiterstandbild Kaiser Wilhelm I (Estatua ecuestre de Guillermo I), bronce, ca. 300 cm, Kiel, Schlossgarten.
- 1898: Standbild Bismarck, bronce, ca 300 cm, Hamburg-Altona, césped de la Königstraße.
- 1900: Grupo de figuras, Siegesallee 29 (Avenida de la Victoria); estatua de Federico Guillermo II de Prusia; bustos del Gran Canciller Johann Heinrich von Carmer y Immanuel Kant, mármol. Ahora en la Ciudadela de Spandau.
- 1902: Asmussen-Woldsen-Brunnen (fuente), también llamada Tine-Brunnen, granito, ca. 200 cm de alto, Husum, plaza del mercado.
- 1903: Grupo de figuras, Siegesallee 33; estatua del emperador Federico III de Alemania; bustos del Mariscal Blumenthal y Hermann von Helmholtz, mármol. Ahora en la Ciudadela de Spandau.
- 1907: Nacht (Noche), ca. 200 cm, una controvertida, abiertamente erótica, estatua de mármol. Escuela de Escultura de Weimar.[3]
- 1909: Sitzbild Theodor Mommsen (estatua sentado), mármol, ca. 250 cm, Berlín-Mitte, Corte de Honor de la Universidad Humboldt.
- 1912: Schwertmann (Hombre con espada), bronce, ca. 300 cm, Kiel, Rathausmarkt.